# Парамбу
Парамбу (порт. Parambu)  —  муниципалитет в Бразилии, входит в штат Сеара. Составная часть мезорегиона Сертойнс-Сеаренсис. Находится в составе крупной городской агломерации . Входит в экономико-статистический  микрорегион Сертан-ди-Иньямунс. Население составляет 33 945 человек на 2006 год. Занимает площадь 2 303,402 км². Плотность населения — 14,7 чел./км².

## История
Город основан в 1956 году.

## Статистика
- Валовой внутренний продукт на 2003 составляет 59.093.738,00 реалов (данные: Бразильский институт географии и статистики).
- Валовой внутренний продукт на душу населения на 2003 составляет 1.780,36 реалов (данные: Бразильский институт географии и статистики).
- Индекс развития человеческого потенциала на 2000 составляет 0,613 (данные: Программа развития ООН).

## География
Климат местности: полупустыня.